# Takitarō Minakami
Takitarō Minakami (水上 滝太郎, Minakami Takitarō) (6 décembre 1887 – 23 mars 1940) est le nom de plume d'Abe Shōzō, critique littéraire et romancier japonais de l'ère Shōwa.

## Jeunesse
Minakami naît dans le quartier chic d'Azabu à Tokyo. Son père, Abe Taizo, est le fondateur de la Meiji Life Insurance Company. En 1891, la famille déménage à Matsuzaka-cho dans le district de Shiba de l'arrondissement Minato-ku de Tokyo. Minakami fréquente le lycée Keiō et joue dans le club de baseball de l'école. Tandis qu'il est étudiant à l'Université Keiō, il est inspiré par les œuvres de Kyōka Izumi et d'un professeur nouvellement nommé, Kafū Nagai, également fondateur de la revue littéraire Mita Bungaku, lancée en 1910. Pendant son séjour à l'université, Minakami développe une amitié avec Mantarō Kubota, le dramaturge, scénariste et directeur de la compagnie de théâtre Bungakuza.

## Carrière littéraire
Alors qu'il est encore étudiant à l'Université Keio, il commence sa carrière littéraire en contribuant des poèmes et de courtes histoires à Mita Bungaku et à la revue littéraire grand public Subaru. Il crée son propre cercle littéraire, Rei-no-kai, en rassemblant ses amis écrivains en herbe à son domicile. Son premier récit, Yamanote no Ko (« Enfant de Yamanote ») qui raconte l'histoire de ces rassemblements, est publié en 1911 dans Mita Bungaku. Son choix d'un nom de plume vient d'un personnage dans une des histoires de Kyōka Izumi.
Après une période à l'étranger pendant laquelle il étudie l'économie aux États-Unis et visite 16 pays à travers le monde, Minakami retourne au Japon en 1916 pour accepter un poste dans la compagnie d'assurances de son père. Il ne renonce cependant pas à ses aspirations littéraires, et ce travail lui fournit un aperçu de la vie des cols blancs, mais à partir de la position plutôt élevée de directeur de l'une des plus grandes compagnies d'assurance au Japon.
Minakami écrit de nombreux romans dans les années 1920 et 1930, illustrant la vie des populations moyennes citadines. Ses œuvres comprennent un roman Osaka no yado (« Une auberge à Osaka », 1925–1926) et Kaigara Tsuihō  (1918–1940), recueil d'essais.
Après que l'université Keiō suspend son soutien financier au magazine littéraire Mita Bungaku en 1925, en compagnie de Mantarō Kubota, il contribue grandement à sa relance et le soutient tout au long des années 1930.
Minakami continue à apprécier le baseball, même après être devenu écrivain, en organisant des rencontres entre l'équipe de baseball amateur Mita Bungaku et une équipe dirigée par l'auteur rival Ton Satomi.
Takitarō Minakami meurt d'une hémorragie cérébrale en 1940. Sa tombe se trouve au cimetière de Tama à Fuchū dans la banlieue de Tokyo.

## Source de la traduction
- (en) Cet article est partiellement ou en totalité issu de l’article de Wikipédia en anglais intitulé « Takitarō Minakami » (voir la liste des auteurs).
- Notices d'autorité :   - VIAF
  - ISNI
  - IdRef
  - LCCN
  - Italie
  - Japon
  - CiNii
  - Pays-Bas
  - Israël
  - Tchéquie
  - Corée du Sud
  - WorldCat